# Hoodoo
Hoodoo – zbiór wierzeń ludowych nazywanych także magią, występujący głównie na południu Stanów Zjednoczonych. 

## Pochodzenie
Hoodoo zostało zapoczątkowane przez ludność afrykańską przywożoną za czasów niewolnictwa na południe Stanów Zjednoczonych. Dlatego ich kultura i wierzenia są podstawą tej magii. Prócz nich możemy dostrzec liczne elementy chrześcijańskie, żydowskie oraz rdzennoamerykańskie. Od tych ostatnich zapożyczono formę obrządku (muzykę, przedmioty). Zarówno hoodoo, jak i santeria oraz voodoo to religie wywodzące się z rdzennych wierzeń afrykańskich, mające swoje korzenie w obrządkach i rytuałach kultur plemiennych.

## Podstawa wierzeń
Cały świat, który nas otacza jest wypełniony przez duchy. Nie widzi ich człowiek, który w nie nie wierzy. By odkryć prawdziwe życie należy otworzyć oczy i przestać tłumaczyć sobie wszystko racjonalnie. Jednym z filmów które mówią o Hoodoo jest "Klucz do koszmaru".
Hoodoo to drzwi do możliwości naszego mózgu, pozwala uaktywnić obszary, które są w nim ale o nich zapomnieliśmy. Obszary te odpowiadają za zjawiska tak zwane paranormalne. 
Podstawą rzucania czarów jak i doświadczenia na sobie czaru, jest wiara w jego moc. Jeśli jesteśmy zamknięci, nie boimy się, nie wierzymy w moc, to nic nam się nie stanie, ani nic nie możemy zrobić.

Wyznawcy wierzą, że hoodoo ma zastosowanie do wielu dziedzin ludzkiego życia: zdrowie, miłość, hazard, sport.